# Golfe de Panay
Pour les articles homonymes, voir Panay (homonymie).
Le golfe de Panay, en anglais Panay Gulf, est un golfe de la mer de Sulu, dans l'océan Pacifique, baignant les côtes des Philippines. Il se trouve à l'ouest de l'île de Negros et au sud de celle de Panay qui lui a donné son nom. Il comporte plusieurs îles dont la plus grande est celle de Guimaras.